# Friedrich Bollinger
Johann Friedrich Bollinger (Basilea, 2 agosto 1885 – Lucerna, 6 agosto 1945) è stato un calciatore svizzero, di ruolo terzino.

## Biografia

### Morte
Morì suicida nell'agosto 1945.

## Carriera

### Club
Bollinger fu un giocatore della Juventus esordì contro l'Andrea Doria il 15 marzo 1903, in una vittoria per 7-1.
Tornato nel 1904 in patria, militò nell'Old Boys Basilea che lasciò per tornare nuovamente alla Juventus nel 1906, club con cui disputò la sua ultima partita contro il Milan il 29 aprile 1906, un pareggio per 0-0. In totale in bianconero collezionò otto presenze ma nessuna rete.
Seguì l'ex presidente bianconero Alfred Dick al neonato Torino, club in cui giocherà sino al 1914.
Nel 1914 torna in patria, per giocare nel Nordstern.

### Nazionale
Bollinger vestì in due occasioni la maglia della nazionale svizzera, nel 1905 e nel 1914.

## Statistiche

### Presenze e reti nei club
| Stagione  | Club     | Campionato | Campionato | Campionato | Campionato |
| Stagione  | Club     | Comp       | Pres       | Reti       |            |
| --------- | -------- | ---------- | ---------- | ---------- | ---------- |
| 1902-1903 | Juventus | CI         | 3          | 0          |            |
| 1905-1906 | Juventus | PC         | 5          | 0          |            |
| Totale    | Totale   | Totale     | 8          | 0          |            |

### Cronologia presenze e reti in Nazionale[4]
| Cronologia completa delle presenze e delle reti in nazionale ― Svizzera | Cronologia completa delle presenze e delle reti in nazionale ― Svizzera | Cronologia completa delle presenze e delle reti in nazionale ― Svizzera | Cronologia completa delle presenze e delle reti in nazionale ― Svizzera | Cronologia completa delle presenze e delle reti in nazionale ― Svizzera | Cronologia completa delle presenze e delle reti in nazionale ― Svizzera | Cronologia completa delle presenze e delle reti in nazionale ― Svizzera | Cronologia completa delle presenze e delle reti in nazionale ― Svizzera |
| Data                                                                    | Città                                                                   | In casa                                                                 | Risultato                                                               | Ospiti                                                                  | Competizione                                                            | Reti                                                                    | Note                                                                    |
| ----------------------------------------------------------------------- | ----------------------------------------------------------------------- | ----------------------------------------------------------------------- | ----------------------------------------------------------------------- | ----------------------------------------------------------------------- | ----------------------------------------------------------------------- | ----------------------------------------------------------------------- | ----------------------------------------------------------------------- |
| 12-2-1905                                                               | Parigi                                                                  | Francia                                                                 | 1 – 0                                                                   | Svizzera                                                                | Amichevole                                                              | -                                                                       |                                                                         |
| 8-3-1914                                                                | Parigi                                                                  | Francia                                                                 | 2 – 2                                                                   | Svizzera                                                                | Amichevole                                                              | -                                                                       |                                                                         |
| Totale                                                                  |                                                                         | Presenze                                                                | 2                                                                       |                                                                         | Reti                                                                    | 0                                                                       |                                                                         |